# Монор (Румунія)
Монор (рум. Monor) — село у повіті Бистриця-Несеуд в Румунії. Адміністративний центр комуни Монор.
Село розташоване на відстані 299 км на північ від Бухареста, 25 км на південний схід від Бистриці, 85 км на схід від Клуж-Напоки.

## Населення
За даними перепису населення 2002 року у селі проживали 995 осіб.
Національний склад населення села:
| Національність | Кількість осіб | Відсоток |
| -------------- | -------------- | -------- |
| румуни         | 939            | 94,4%    |
| цигани         | 50             | 5,0%     |
| угорці         | 6              | 0,6%     |

Рідною мовою назвали:
| Мова      | Кількість осіб | Відсоток |
| --------- | -------------- | -------- |
| румунська | 989            | 99,4%    |
| угорська  | 6              | 0,6%     |